# Megacera vittata
Megacera vittata es una especie de escarabajo del género Megacera, familia Cerambycidae.

## Historia
Fue descrita científicamente por primera vez en el año 1835 por Audinet-Serville.